# 25. rozdanie nagród Złotych Malin
Złote Maliny przyznane za rok 2004
| Kategoria                                 | Dla | Za                                                                      |
| ----------------------------------------- | --- | ----------------------------------------------------------------------- |
| Najgorszy film                            | Kobieta-Kot                                                                                              |                                                                         |
| Najgorszy film                            | Aleksander                                                                                               |                                                                         |
| Najgorszy film                            | Agenci bardzo specjalni                                                                                  |                                                                         |
| Najgorszy film                            | Przetrwać święta                                                                                         |                                                                         |
| Najgorszy film                            | Superdzieciaki. Geniusze w pieluchach II                                                                 |                                                                         |
| Najgorszy remake/„zrzynka” z innego filmu | Scooby-Doo 2: Potwory na gigancie                                                                        |                                                                         |
| Najgorszy remake/„zrzynka” z innego filmu | Anakondy: Polowanie na krwawą orchideę                                                                   |                                                                         |
| Najgorszy remake/„zrzynka” z innego filmu | Egzorcysta: Początek                                                                                     |                                                                         |
| Najgorszy remake/„zrzynka” z innego filmu | Obcy kontra Predator                                                                                     |                                                                         |
| Najgorszy remake/„zrzynka” z innego filmu | W 80 dni dookoła świata                                                                                  |                                                                         |
| Najgorszy aktor                           | George W. Bush                                                                                           | Fahrenheit 9.11                                                         |
| Najgorszy aktor                           | Ben Affleck                                                                                              | Dziewczyna z Jersey Przetrwać święta                                    |
| Najgorszy aktor                           | Vin Diesel                                                                                               | Kroniki Riddicka                                                        |
| Najgorszy aktor                           | Colin Farrell                                                                                            | Aleksander                                                              |
| Najgorszy aktor                           | Ben Stiller                                                                                              | Legenda telewizji Nadchodzi Polly Starsky i Hutch Zabawy z piłką Zawiść |
| Najgorsza aktorka                         | Halle Berry                                                                                              | Kobieta-Kot                                                             |
| Najgorsza aktorka                         | Hilary Duff                                                                                              | Historia Kopciuszka Szansa na sukces                                    |
| Najgorsza aktorka                         | Angelina Jolie                                                                                           | Aleksander Złodziej życia                                               |
| Najgorsza aktorka                         | Mary-Kate i Ashley Olsen                                                                                 | Nowy Jork, nowa miłość                                                  |
| Najgorsza aktorka                         | Shawn Wayans, Marlon Wayans                                                                              | Agenci bardzo specjalni                                                 |
| Najgorszy aktor drugoplanowy              | Donald Rumsfeld                                                                                          | Fahrenheit 9.11                                                         |
| Najgorszy aktor drugoplanowy              | Val Kilmer                                                                                               | Aleksander                                                              |
| Najgorszy aktor drugoplanowy              | Arnold Schwarzenegger                                                                                    | W 80 dni dookoła świata                                                 |
| Najgorszy aktor drugoplanowy              | Jon Voight                                                                                               | Superdzieciaki. Geniusze w pieluchach II                                |
| Najgorszy aktor drugoplanowy              | Lambert Wilson                                                                                           | Kobieta-Kot                                                             |
| Najgorsza aktorka drugoplanowa            | Britney Spears                                                                                           | Fahrenheit 9.11                                                         |
| Najgorsza aktorka drugoplanowa            | Carmen Electra                                                                                           | Starsky i Hutch                                                         |
| Najgorsza aktorka drugoplanowa            | Jennifer Lopez                                                                                           | Dziewczyna z Jersey                                                     |
| Najgorsza aktorka drugoplanowa            | Condoleezza Rice                                                                                         | Fahrenheit 9.11                                                         |
| Najgorsza aktorka drugoplanowa            | Sharon Stone                                                                                             | Kobieta-Kot                                                             |
| Najgorszy duet filmowy                    | George W. Bush i Condoleezza Rice                                                                        | Fahrenheit 9.11                                                         |
| Najgorszy duet filmowy                    | Halle Berry i Benjamin Bratt lub Sharon Stone                                                            | Kobieta-Kot                                                             |
| Najgorszy duet filmowy                    | Ben Affleck i Jennifer Lopez lub Liv Tyler                                                               | Dziewczyna z Jersey                                                     |
| Najgorszy duet filmowy                    | Mary-Kate i Ashley Olsen                                                                                 | Nowy Jork, nowa miłość                                                  |
| Najgorszy duet filmowy                    | Shawn Wayans i Marlon Wayans                                                                             | Agenci bardzo specjalni                                                 |
| Najgorsza reżyseria                       | Pitof | Kobieta-Kot                                                             |
| Najgorsza reżyseria                       | Bob Clark                                                                                                | Superdzieciaki. Geniusze w pieluchach II                                |
| Najgorsza reżyseria                       | Renny Harlin i/lub Paul Schrader                                                                         | Egzorcysta: Początek                                                    |
| Najgorsza reżyseria                       | Oliver Stone                                                                                             | Aleksander                                                              |
| Najgorsza reżyseria                       | Keenen Ivory Wayans                                                                                      | Agenci bardzo specjalni                                                 |
| Najgorszy scenariusz                      | Theresa Rebeck, John Brancato, Michael Ferris, John Rogers                                               | Kobieta-Kot                                                             |
| Najgorszy scenariusz                      | Oliver Stone, Christopher Kyle, Laeta Kalogridis                                                         | Aleksander                                                              |
| Najgorszy scenariusz                      | Keenen Ivory Wayans, Shawn Wayans, Marlon Wayans, Andrew McElfresh, Michael Anthony Snowden, Xavier Cook | Agenci bardzo specjalni                                                 |
| Najgorszy scenariusz                      | Deborah Kaplan, Harry Elfont, Jeffrey Ventimilia, Joshua Sternin                                         | Przetrwać święta                                                        |
| Najgorszy scenariusz                      | Steven Paul, Gregory Poppen                                                                              | Superdzieciaki. Geniusze w pieluchach II                                |
| Najgorszy dramat 25-lecia                 | Bitwa o Ziemię                                                                                           |                                                                         |
| Najgorszy dramat 25-lecia                 | Kobieta samotna                                                                                          |                                                                         |
| Najgorszy dramat 25-lecia                 | Rejs w nieznane                                                                                          |                                                                         |
| Najgorszy dramat 25-lecia                 | Showgirls                                                                                                |                                                                         |
| Najgorszy dramat 25-lecia                 | Najdroższa mamusia                                                                                       |                                                                         |
| Najgorsza komedia 25-lecia                | Gigli |                                                                         |
| Najgorsza komedia 25-lecia                | Kot |                                                                         |
| Najgorsza komedia 25-lecia                | Leonard, część 6                                                                                         |                                                                         |
| Najgorsza komedia 25-lecia                | Luźny gość                                                                                               |                                                                         |
| Najgorsza komedia 25-lecia                | Pluto Nash                                                                                               |                                                                         |
| Najgorszy musical 25-lecia                | Justin i Kelly                                                                                           |                                                                         |
| Najgorszy musical 25-lecia                | Can’t Stop the Music                                                                                     |                                                                         |
| Najgorszy musical 25-lecia                | Glitter                                                                                                  |                                                                         |
| Najgorszy musical 25-lecia                | Kryształ górski                                                                                          |                                                                         |
| Najgorszy musical 25-lecia                | Spice World                                                                                              |                                                                         |
| Najgorszy musical 25-lecia                | Xanadu                                                                                                   |                                                                         |
| Największy przegrany 25-lecia             | Arnold Schwarzenegger (8 nominacji)                                                                      |                                                                         |
| Największy przegrany 25-lecia             | Kim Basinger (6 nominacji)                                                                               |                                                                         |
| Największy przegrany 25-lecia             | Angelina Jolie (7 nominacji)                                                                             |                                                                         |
| Największy przegrany 25-lecia             | Ryan O’Neal (6 nominacji)                                                                                |                                                                         |
| Największy przegrany 25-lecia             | Keanu Reeves (7 nominacji)                                                                               |                                                                         |